# KickFlip
KickFlip ( 킥플립 (romanización revisada, Kikpeullip))  es un grupo masculino surcoreano formado a través del reality show Loud de SBS y administrado por JYP Entertainment . El grupo consta de siete miembros: Kyehoon, Amaru, Donghwa, Juwang, Minje, Keiju y Donghyeon.  Debutaron el 20 de enero de 2025 con el EP Flip It, Kick It!.

## Nombre
El nombre KickFlip, hace referencia al truco de skateboarding del mismo nombre, este truco implica que el skater haga una rotación de 360 grados a lo largo del eje largo de la tabla, el nombre simboliza "la ambicion del grupo para romper las normas convencionales para ofrecer grandes presentaciones". 

## Historia

### Formación a través deLoud
KickFlip, junto con el grupo The New Six, se formaron a través del programa de supervivencia K-pop de SBS Loud, que fue presentado por JYP Entertainment y P Nation (su sello discográfico). Loud se estrenó en junio de 2021 y duró hasta septiembre del mismo año, donde Kyehoon, Keiju, Amaru, Donghyeon y Yoon Min fueron los elegidos como los miembros del nuevo grupo masculino de JYP.  Sin embargo, en abril de 2023, Yoon Min lanzó un comunicado en su cuenta de Instagram, confirmando su salida de JYP Entertainment y de KickFlip, quienes aun no habían debutado.  Sin embargo, Min participó luego en el reality show Vocal Showdown de Mnet en octubre de 2023.

### 2025-presente: Debut conFlip It, Kick It!
El 21 de noviembre de 2024, durante los MAMA Awards 2024 en Los Ángeles, el CEO y fundador de JYP Entertainment, Park Jin-young, anunció que están en "etapas finales de preparación" para su próxima boyband y reveló una imagen donde se veían las siluetas de los siete miembros finales.  Un día después de las premiaciones, JYP anunció el nombre del nuevo grupo junto a su nombre, KickFlip, junto con la fecha de debut que sería el 1 de enero de 2025.  Sin embargo, el debut se pospuso para el 6 de enero debido al accidente de del vuelo 2216 de Jeju Air .  KickFlip lanzó su primer EP Flip It, Kick It! el 20 de enero, tras su sencillo pre-debut "Umm Great" el 6 de enero de 2025. 

## Discografía

### EP
| Título            | Detalles del álbum                                                                            | Posiciones en gráficos | Posiciones en gráficos | Ventas                      |
| Título            | Detalles del álbum                                                                            | COR                    | JPN                    | Ventas                      |
| ----------------- | --------------------------------------------------------------------------------------------- | ---------------------- | ---------------------- | --------------------------- |
| Flip It, Kick It! | - Lanzamiento: 20 de enero de 2025 - Empresa: JYP - Formatos: CD, descarga digital, streaming | 1                      | 43                     | - COR: 328.077 - JPN: 1.961 |

### Sencillos
| Título                      | Año  | Posiciones máximas | Álbum             |
| Título                      | Año  | COR DL             | Álbum             |
| --------------------------- | ---- | ------------------ | ----------------- |
| "Umm Great" ( 응 그래 )     | 2025 | 27                 | Flip It, Kick It! |
| "Mama Said" ( 뭐가되려고? ) | 2025 | 12                 | Flip It, Kick It! |

## Filmografía

### Reality shows
| Año  | Título | Notas                                                                             | Ref. |
| ---- | ------ | --------------------------------------------------------------------------------- | ---- |
| 2021 | LOUD   | Programa de competencia de telerrealidad que determina a los miembros de KickFlip |      |

## Premios y nominaciones
| Ceremonia de entrega de premios | Año  | Categoría                                       | Nominado/trabajo | Resultado | Ref.  |
| ------------------------------- | ---- | ----------------------------------------------- | ---------------- | --------- | ----- |
| Premios D                       | 2025 | Descubrimiento del año                          | KickFlip         | Ganador   | [ 8 ] |
| Premios D                       | 2025 | Observación de los premios D                    | KickFlip         | Ganador   | [ 8 ] |
| Premios D                       | 2025 | Premio a la Mejor Popularidad – Grupo Masculino | KickFlip         | Nominado  | [ 9 ] |